# Бур, Юрий Львович
Юрий Львович Бур (де Бур; 2 мая 1887 — 18 февраля 1949) — российский, советский и латвийский актёр.

## Биография
Юрий де Бур родился 2 мая 1887 года в Баку. Отец — капитан дальнего плавания, мать — пианист и музыкальный педагог.
Учился в Санкт-Петербургском коммерческом училище (1897—1905), Санкт-Петербургской консерватории по классу фортепиано (1903—1906), Харьковской драматической студии Андрея Петровского (1912—1916).
Был пианистом-репетитором в театральных училищах Санкт-Петербурга и Москвы (1907—1910), актёром и руководителем музыкальной части клуба Петербургского собрания художников, литераторов и артистов (1910—1912). Выступал на сценах драматических театров Москвы, Петрограда и Харькова.
В начале двадцатых годов эмигрировал в Латвию. С 1924 года до конца жизни актёр труппы Рижского театра русской драмы.
Был женат в первом браке на актрисе и певице Эльзе де Бур, во втором — на актрисе Екатерине Бунчук.
Умер 18 февраля 1949 года в Риге, похоронен на Покровском кладбище.

## Творчество

### Роли в театре

#### Рижский театр русской драмы
- 1926 — «Ревизор» Н. В. Гоголя — Городничий
- 1926 — «Три сестры» А. П. Чехова — Чебутыкин
- 1934 — «Гроза» А. Н. Островского — Кулигин
- 1939 — «Дворянское гнездо» по роману И. С. Тургенева — Лемм
- 1939 — «Николай Ставрогин» по «Бесам» Ф. М. Достоевского — Лебядкин
- 1940 — «Ревизор» Н. В. Гоголя — Бобчинский
- 1941 — «Женитьба» Н. В. Гоголя — Подколёсин
- 1944 — «Женитьба Белугина» А. Н. Островского — Гаврила Белугин
- 1945 — «Невестка» Вилиса Лациса — Круминьш
- 1945 — «Пигмалион» Бернарда Шоу — Альфред Дуллитл
- 1946 — «Без вины виноватые» А. Н. Островского — Шмага
- 1946 — «Враги» Максима Горького — Печенегов
- 1946 — «Маяк на острове» Вилиса Лациса — Унгурс
- 1947 — «Дядя Ваня» А. П. Чехова — Серебряков
- 1948 — «Безумный день, или Женитьба Фигаро» Бомарше — Дон Гусман Бридуазон
- 1949 (роль указана в программе) — «Дворянское гнездо» по роману И. С. Тургенева — Лемм Христофор Фёдорович